# Висока техничка школа струковних студија Нови Сад
Висока техничка школа струковних студија је висока школа у Новом Саду. Основана је 1959. године као Виша машинска школа. Актуелни директор је Бранко Савић.

## Историја
Висока техничка школа струковних студија је државна образовна институција основана 1959. године као Виша машинска школа. Као једна од водећих високошколских установа, са 10 акредитованих студијских програма на основним и два на мастер струковним студијама, Школа функционише у складу са европским образовним стандардима наведеним у Болоњској декларацији, а диплома добијена по завршетку студирања међународно је призната.
Чланица је Европске мреже високих школа Европе (EURASHE), a Школу представља директор Бранко Савић. Школа је учесник на више различитих међународних Еразмус пројеката, захваљујући којима се, кроз сарадњу са представницима других земаља, побољшавају студијски програми у Србији и усавршавају компетенције студената како би били спремни за домаће и међународно тржиште рада.
Поред наставних активности, студенти Високе техничке школе струковних студија укључени су у бројне ваннаставне активности — сусрете студената, научна и спортска такмичења, као и друге активности које доприносе њиховом стручном, професионалном и личном развоју.

## Смерови
Први степен високошколског образовања
- Mашинско инжењерство
- Друмски саобраћај
- Заштита од катастрофалних догађаја и пожара
- Заштита на раду
- Заштита животне средине
- Графичко инжењерство и дизајн
- Дизајн индустријских производа
- Веб-дизајн
- Електротехника
- Информационе технологије

Други степен високошколског образовања
- Инжењерство заштите
- Информационе технологије